# Masanobu Andō

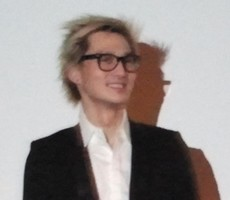
Masanobu Andō

Masanobu Andō (jap. 安藤 政信, Andō Masanobu; * 19. Mai 1975 in Kawasaki) ist ein japanischer Schauspieler und Regisseur.

## Leben
Seinen Durchbruch als Schauspieler schaffte Andō 1996 mit Kids Return, einem Film von Takeshi Kitano, für den er 1997 als bester Nachwuchsdarsteller mit dem Japanese Academy Award ausgezeichnet wurde.
Danach folgte eine Vielzahl von verschiedenen Rollen, wie zum Beispiel die eines Räubers in Space Travelers (2000) und Drive (2002), eines Arztes in Transparent (2001), eines Ninjas in Red Shadow (2001) oder sogar einer Leiche in Monday (2000).
Deutschen Fans ist er vor allem als Kazuo Kiriyama bekannt, der herzlose Psychopath aus Kinji Fukasakus Kultfilm Battle Royale (2000).
2003 wirkte er als Regisseur für den Film Adagietto. Sehr langsam.

## Filmografie
Spielfilme
- 2006: Strawberry Shortcakes
- 2006: Kôrogi (aka Crickets)
- 2006: Seishun Kinzoku Batto (aka Green Mind, Metal Bats)
- 2006: 46-okunen no koi  (aka Big Bang Love. Juvenile A)
- 2007: Sukiyaki Western: Django
- 2007: Sakuran – Wilde Kirschblüte
- 2007: Nightmare Detective (Akumu Tantei)
- 2008: Mei Lanfang Bio Pic
- 2010: Dao jian xiao (aka The Butcher, the Chef and the Swordsman)
- Gimmy Heaven  (aka Synesthesia, 2005)
- Bôkoku no îgisu  (aka Aimless Aegis, 2004)
- Black Kiss (aka Synchronicity, 2004, theatrical release in 2006)
- 6ixtynin9 (aka Sixtynine, aka 69, 2004)
- Short Films (2003)
- Sonic Four Peace Vibe (2003)
- Shôwa kayô daizenshû (2003)
- TOKYO 10+01 (aka Tokyo Eleven, 2002)
- Drive (2002)
- Gakkou no Kaidan Noroi special (2002)
- Satorare (aka Transparent: Tribute to a Sad Genius, 2001)
- Akakage (aka Red Shadow, 2001)
- Battle Royale (2000)
- Space Travelers (2000)
- Monday (2000)
- Poppoya (aka Railroad Man, 1999)
- Adrenaline Drive (1999)
- Innocent World (1998)
- Kids Return (1996)
- Rex: kyoryu monogatari (1993)
- 2011 Warriors of the Rainbow: Seediq Bale

Fernsehserien
- Seinen wa kouya wo mezasu (aka When the Saints Come Marching In, 1999)
- Seija no koushin (1998)
- Ao no jidai (1998)
- Tomodachi no Koibito (aka My Friend's Lover, 1997)